# 埃皮塔西奧·佩索阿
埃皮塔西奥·林道尔夫·达席尔瓦·佩索阿（Epitácio Lindolfo da Silva Pessoa，1865年5月23日—1942年2月13日），巴西政治家，1919年他曾代表巴西签定凡尔赛条约，并仍在凡尔赛时当选巴西总统。军方和劳工风暴影响着他的政府，直到他的任期结束于1922年.
| 前任： 德尔芬·莫雷拉 | 巴西总统 | 繼任： 阿图尔·达席尔瓦·贝纳德斯 |